# SuperCerebros
SuperCerebros es un programa de televisión latinoamericano de concursos, transmitido por NatGeo y conducido por el chileno Rafael Araneda. El jurado está compuesto por Alfonso Herrera, actor mexicano; María Adelaida Puerta, actriz colombiana; Benny Ibarra, músico y compositor mexicano y por último Andrés Rieznik, doctor en física de nacionalidad argentina. La primera emisión del programa fue el día 13 de enero de 2014 y su última emisión fue el día 17 de febrero de 2014.

## Formato
20 personas competirán con el objetivo de clasificar para la gran final. En cada gala se enfrentan 4 competidores, donde el ganador obtiene un premio de 4 mil 500 dólares y el paso a la final, donde se enfrentan por un premio de 45 mil dólares, además del hecho de ser reconocido como una mente brillante. Supercerebros tendrá cinco semifinales donde cada participante deberá obtener el voto del jurado para pasar a la siguiente ronda. A la gran final sólo llegarán cinco concursantes. Las habilidades que debe demostrar el participante tienen que ver con:
- Superar retos frente al público en solo minutos
- Demostrar super habilidades en memoria a corto y largo plazo
- Pruebas relacionadas con un súper oído
- Resolución de cálculos mentales complejos
- Resolución del cubo Rubik a ciegas y en solo tres minutos

## Equipo del programa
Presentador:  Rafael Araneda Periodista y conductor de radio y televisión. A la fecha octubre de 2016 trabaja en TV Azteca (México) y chilevisión (Chile) como conductor de programas estelares y, paralelamente, participa activamente en campañas benéficas, como Teletón.
Jurado:
| Nombre          | Especialidad                                                                        |
| --------------- | ----------------------------------------------------------------------------------- |
| Alfonso Herrera | Actor mexicano                                                                      |
| Benny Ibarra    | Músico, Cantante, Compositor, Productor y Actor mexicano                            |
| María Adelaida  | Actriz colombiana que formó parte del elenco de la serie "Sin tetas no hay paraíso" |
| Andres Rieznik  | Es doctor en física proveniente de Argentina                                        |

## Participantes
| Participante                      | Edad | Resultado final               | Habilidad                                                                                 |
| --------------------------------- | ---- | ----------------------------- | ----------------------------------------------------------------------------------------- |
| Juan Pablo Culasso                | 28   | Ganador de SuperCerebros      | Identifica los sonidos de las aves                                                        |
| Gabriel Alejandro Orozco Casillas | 23   | 2° Finalista de SuperCerebros | Es capaz de resolver grandes cantidades de cubos Rubik completamente a ciegas             |
| Yusnier Viera                     | 33   | 3° Finalista de SuperCerebros | Hace Cálculo mental                                                                       |
| Tomás Mansilla                    | 26   | 4° Finalista de SuperCerebros | Resuelve varios cubos rubik en forma simultánea                                           |
| Enrique Ortega Salinas            | 55   | 5° Finalista de SuperCerebros | Memoriza cualquier información                                                            |
| Vicente Fernández                 | 24   | Eliminado de SuperCerebros    | Hace Cálculo mental                                                                       |
| David Cantor Medina               | 22   | Eliminado de SuperCerebros    | Memoriza cualquier información                                                            |
| Gregorio Gutiérrez Roldán         | 32   | Eliminado de SuperCerebros    | Hace Cálculo mental                                                                       |
| Rubén López Hidalgo               | 55   | Eliminado de SuperCerebros    | Memoriza cualquier información                                                            |
| Omar Villaseñor                   | 23   | Eliminado de SuperCerebros    | Memoria eidética                                                                          |
| Óscar Mauricio Rodríguez          | 29   | Eliminado de SuperCerebros    | Domina técnicas de Mnemotecnia                                                            |
| Claudio González                  | 27   | Eliminado de SuperCerebros    | Hace Cálculo mental                                                                       |
| Juan Pablo Duque García           | 32   | Eliminado de SuperCerebros    | Memoriza cualquier información                                                            |
| Emilio Romero                     | 27   | Eliminado de SuperCerebros    | Domina el Kanji                                                                           |
| David Escobar                     | 30   | Eliminado de SuperCerebros    | Memoriza cualquier información                                                            |
| Olga Corgnati                     | 63   | Eliminada de SuperCerebros    | Identifica notas musicales en sonidos emitidos por cualquier objeto o instrumento musical |
| Jaime García Serrano              | 56   | Eliminado de SuperCerebros    | Hace Cálculo mental                                                                       |
| Carmen Elisa Coronado             | 32   | Eliminada de SuperCerebros    | Memoriza cualquier información. Domina técnicas de Mnemotecnia.                           |
| Jorge Arturo Mendoza Huertas      | 43   | Eliminado de SuperCerebros    | Hace Cálculo mental                                                                       |
| Roberto López Hidalgo             | 42   | Eliminado de SuperCerebros    | Memoriza cualquier información                                                            |

- Simbología:

     Sigue en competencia.
     Participante eliminado/a.
     Ganador.
     Segundo finalista.
     Tercer finalista.
     Cuarto finalista.
     Quinto finalista.

## Votaciones

### Capítulo 1
| Participantes   | Paso la Prueba | Voto del Público |
| --------------- | -------------- | ---------------- |
| Juan Pablo      | Sí             | 61,9%            |
| Jorge Mendoza   | Sí             | 32,1%            |
| Carmen Coronado | Sí             | 6,0%             |
| Jorge López     | No             | -                |

### Capítulo 2
| Participantes    | Paso la Prueba | Voto del Público |
| ---------------- | -------------- | ---------------- |
| Gabriel Casillas | Sí             | 55,2%            |
| Jaime García S.  | Sí             | 24,0%            |
| David Escobar    | Sí             | 10,4%            |
| Olga Corgnati    | Sí             | 10,4%            |

### Capítulo 3
| Participantes    | Paso la Prueba | Voto del Público |
| ---------------- | -------------- | ---------------- |
| Yusnier Viera    | Sí             | 82,8%            |
| Claudio González | Sí             | 17,2%            |
| Juan Pablo Duque | No             | -                |
| Emilio Romero    | No             | -                |

### Capítulo 4
| Participantes   | Paso la Prueba | Voto del Público |
| --------------- | -------------- | ---------------- |
| Tomás Mansilla  | Sí             | 75,0%            |
| Rubén López     | Sí             | 25,0%            |
| Omar Villaseñor | No             | -                |
| Óscar Rodríguez | No             | -                |

### Capítulo 5
| Participantes      | Paso la Prueba | Voto del Público |
| ------------------ | -------------- | ---------------- |
| Enrique Ortega S.  | Sí             | 99,9%            |
| Vicente Fernández  | No             | -                |
| David Cantor       | No             | -                |
| Gregorio Gutiérrez | No             | -                |

### Capítulo 6
| Participantes     | Paso la Prueba | Voto del Público |
| ----------------- | -------------- | ---------------- |
| Juan Pablo        | Sí             | 64,3%            |
| Gabriel Casillas  | Sí             | 18,4%            |
| Enrique Ortega S. | Sí             | 16,3%            |
| Tomás Mansilla    | Sí             | 1,0%             |
| Yusnier Viera     | No             | -                |

## Competencias

### Semifinales
| Capítulo | Participantes      | Edad | Prueba | Semifinalista     |
| -------- | ------------------ | ---- | --- | ----------------- |
| 1        | Carmen Coronado    | 32   | 10 jugadores de fútbol patearan 3 balones a la portería y ella deberá memorizar, en orden, los aciertos y errores de cada jugador. | Juan Pablo        |
| 1        | Juan Pablo         | 28   | Tiene que identificar diferentes especies de aves con sólo oír su canto durante pocos segundos.                                    | Juan Pablo        |
| 1        | Jorge Mendoza      | 43   | Deberá resolver raíces cuadradas de números de seis dígitos para así obtener las claves de 6 cerraduras digitales.                 | Juan Pablo        |
| 1        | Jorge López        | 42   | Intentará recordar las placas de 25 vehículos.                                                                                     | Juan Pablo        |
| 2        | Gabriel Casillas   | 23   | Resolver 3 cubos Rubik con los ojos vendados y con tiempo limitado.                                                                | Gabriel Casillas  |
| 2        | David Escobar      | 30   | deberá memorizar las caras de 40 dados las que tiene que grabar en su memoria.                                                     | Gabriel Casillas  |
| 2        | Olga Corgnati      | 61   | Tiene que tocar un fragmento de una pieza de música clásica usando solamente agua, y copas.                                        | Gabriel Casillas  |
| 2        | Jaime García S.    | 56   | Deberá resolver 9 ecuaciones de extrema dificultad a la velocidad de una calculadora.                                              | Gabriel Casillas  |
| 3        | Juan Pablo Duque   | 32   | Debe memorizar la secuencia de 100 bolitas, negras y blancas.                                                                      | Yusnier Viera     |
| 3        | Emilio Romero      | 27   | Deberá memorizar kanjis y reproducir los elegidos al azar, con tinta y papel.                                                      | Yusnier Viera     |
| 3        | Yusnier Viera      | 33   | Debe desarrollar una fórmula compleja para saber el día exacto de la semana en que cayó una fecha, en solo segundos.               | Yusnier Viera     |
| 3        | Claudio González   | 27   | Tiene que relacionar números y letras; y hacer cálculos mentales a una velocidad impresionante.                                    | Yusnier Viera     |
| 4        | Rubén López        | 55   | Deberá responder correctamente a qué producto corresponde cada código de barra.                                                    | Tomás Mansilla    |
| 4        | Tomás Mansilla     | 26   | Deberá resolver diez cubos de Rubik en menos de 3 minutos y medio.                                                                 | Tomás Mansilla    |
| 4        | Omar Villaseñor    | 33   | Su prueba consistirá en memorizar decenas de objetos y sus posiciones dentro de una oficina.                                       | Tomás Mansilla    |
| 4        | Óscar Rodríguez    | 29   | Deberá memorizar una secuencia de cuarenta colores en pocos minutos.                                                               | Tomás Mansilla    |
| 5        | Vicente Fernández  | 24   | Su reto será realizar mentalmente raíces diecisieteavas.                                                                           | Enrique Ortega S. |
| 5        | David Cantor       | 22   | Deberá tratar de recordar 40 naipes en pocos minutos.                                                                              | Enrique Ortega S. |
| 5        | Gregorio Gutiérrez | 32   | Deberá sumar una gran cantidad de números todos al instante.                                                                       | Enrique Ortega S. |
| 5        | Enrique Ortega S.  | 55   | Su reto será responder 10 preguntas al azar, sobre sucesos de los últimos cinco siglos en América Latina.                          | Enrique Ortega S. |

### Gran final
| Capítulo | Participantes     | Edad | Prueba | Ganador    |
| -------- | ----------------- | ---- | --- | ---------- |
| 6        | Juan Pablo        | 28   | Su reto será conseguir identificar 15 sonidos de aves reproducidos de a tres durante 5 rondas.                                           | Juan Pablo |
| 6        | Gabriel Casillas  | 23   | En la gran final deberá resolver diez cubos, tres de ellos con una mano y dos a ciegas.                                                  | Juan Pablo |
| 6        | Yusnier Viera     | 33   | ´Para la final, deberá aplicar su increíble fórmula con sesenta fechas en sólo dos minutos y medio.                                      | Juan Pablo |
| 6        | Tomás Mansilla    | 26   | Intentará disminuir su récord para resolver 15 cubos Rubik. De conseguirlo estaría muy cerca de obtener un nuevo récord mundial.         | Juan Pablo |
| 6        | Enrique Ortega S. | 55   | Deberá ejecutar todos los caminos del caballo en un tablero de ajedrez, todo esto sin que la pieza se detenga 2 veces en el mismo lugar. | Juan Pablo |

## Estadísticas semanales
| Ganador. Semifinalistas. Sí – Participante clasificado a la final gracias al voto del público. No – Participante eliminado en la semifinal debido al voto del público. – El participante no participa en este programa. |

| Participante          | Semifinales | Semifinales | Semifinales | Semifinales | Semifinales | Final |
| Participante          | 1           | 2           | 3           | 4           | 5           | 6     |
| --------------------- | ----------- | ----------- | ----------- | ----------- | ----------- | ----- |
| Carmen Elisa C.       | No          |             |             |             |             |       |
| Juan Pablo C.         | Sí          |             |             |             |             |       |
| Jorge Arturo M.       | No          |             |             |             |             |       |
| Roberto L.            | No          |             |             |             |             |       |
| David Escobar         |             | No          |             |             |             |       |
| Gabriel Casillas      |             | Sí          |             |             |             |       |
| Olga Corgnati         |             | No          |             |             |             |       |
| Jaime García S.       |             | No          |             |             |             |       |
| Juan Pablo D.         |             |             | No          |             |             |       |
| Yusnier Viera         |             |             | Sí          |             |             |       |
| Emilio Romero         |             |             | No          |             |             |       |
| Claudio González      |             |             | No          |             |             |       |
| Rubén López           |             |             |             | No          |             |       |
| Tomás Mansilla        |             |             |             | Sí          |             |       |
| Omar Villaseñor       |             |             |             | No          |             |       |
| Óscar Rodríguez       |             |             |             | No          |             |       |
| Vicente Fernández     |             |             |             |             | No          |       |
| Enrique Ortega Sa.    |             |             |             |             | Sí          |       |
| David Cantor          |             |             |             |             | No          |       |
| Gregorio Gutiérrez R. |             |             |             |             | No          |       |